# Kanton Tourouvre au Perche
Der Kanton Tourouvre au Perche (früher Tourouvre) ist seit 1790 ein französischer Wahlkreis im Arrondissement Mortagne-au-Perche im Département Orne in der Region Normandie; sein Hauptort ist Tourouvre au Perche.

## Gemeinden
Der Kanton besteht aus 23 Gemeinden mit insgesamt 12.351 Einwohnern (Stand: 1. Januar 2022) auf einer Gesamtfläche von 534,36 km²:
| Gemeinde                   | Einwohner 1. Januar 2022 | Fläche km² | Dichte Einw./km² | Code INSEE | Postleitzahl |
| -------------------------- | ------------------------ | ---------- | ---------------- | ---------- | ------------ |
| Auguaise                   | 197                      | 2,25       | 88               | 61012      | 61270        |
| Beaulieu                   | 203                      | 18,06      | 11               | 61034      | 61190        |
| Bizou                      | 141                      | 9,04       | 16               | 61046      | 61290        |
| Bonnefoi                   | 189                      | 5,39       | 35               | 61052      | 61270        |
| Bonsmoulins                | 232                      | 7,57       | 31               | 61053      | 61380        |
| Brethel                    | 136                      | 2,97       | 46               | 61060      | 61270        |
| Charencey                  | 755                      | 45,56      | 17               | 61429      | 61190        |
| Crulai                     | 803                      | 22,5       | 36               | 61140      | 61300        |
| Irai                       | 609                      | 14,85      | 41               | 61208      | 61190        |
| La Chapelle-Viel           | 289                      | 11,79      | 25               | 61100      | 61270        |
| La Ferrière-au-Doyen       | 156                      | 22,47      | 7                | 61162      | 61380        |
| La Ventrouze               | 122                      | 7,06       | 17               | 61500      | 61190        |
| Le Mage                    | 217                      | 25,34      | 9                | 61242      | 61290        |
| Le Ménil-Bérard            | 68                       | 7,33       | 9                | 61259      | 61270        |
| Le Pas-Saint-l’Homer       | 128                      | 9,43       | 14               | 61323      | 61290        |
| Les Aspres                 | 620                      | 23,21      | 27               | 61422      | 61270        |
| Les Genettes               | 162                      | 6,54       | 25               | 61187      | 61270        |
| Les Menus                  | 241                      | 11,81      | 20               | 61274      | 61290        |
| L’Hôme-Chamondot           | 260                      | 15,92      | 16               | 61206      | 61290        |
| Longny les Villages        | 2.826                    | 151,76     | 19               | 61230      | 61290        |
| Moulins-la-Marche          | 717                      | 13,14      | 55               | 61297      | 61380        |
| Saint-Hilaire-sur-Risle    | 291                      | 6,61       | 44               | 61406      | 61270        |
| Tourouvre au Perche        | 2.989                    | 93,76      | 32               | 61491      | 61190        |
| Kanton Tourouvre au Perche | 12.351                   | 534,36     | 23               | 6120       | –            |

Bis zur Neuordnung bestand der Kanton Tourouvre au Perche aus den 15 Gemeinden Autheuil, Beaulieu, Bivilliers, Bresolettes, Bubertré, Champs, Lignerolles, Moussonvilliers, Normandel, La Poterie-au-Perche, Prépotin, Randonnai, Saint-Maurice-lès-Charencey, Tourouvre und La Ventrouze. Sein Zuschnitt entsprach einer Fläche von 164,44 km2.

## Veränderungen im Gemeindebestand seit der landesweiten Neuordnung der Kantone
2018: 
- Fusion Moussonvilliers, Normandel und Saint-Maurice-lès-Charencey → Charencey

2016: 
- Fusion La Lande-sur-Eure, Longny-au-Perche, Malétable, Marchainville, Monceaux-au-Perche, Moulicent, Neuilly-sur-Eure und Saint-Victor-de-Réno → Longny les Villages
- Fusion Autheuil, Bivilliers, Bresolettes, Bubertré, Champs, La Poterie-au-Perche, Lignerolles, Prépotin, Randonnai und Tourouvre → Tourouvre au Perche

## Bevölkerungsentwicklung
| 1962 | 1968 | 1975 | 1982 | 1990 | 1999 | 2006 |
| ---- | ---- | ---- | ---- | ---- | ---- | ---- |
| 4403 | 4876 | 5175 | 4826 | 4455 | 4363 | 4547 |